# René Prévot
René Prévot (* 14. Dezember 1880 in Moosch, Elsass; † 10. Juni 1955 in München) war ein deutscher Journalist und Schriftsteller französischer Abstammung. Ein Cousin mütterlicherseits war der französische Bildhauer Auguste Rodin, wie auch Prévot eine ganze Reihe von Verwandten in Paris und Umgebung besaß. Während des Ersten Weltkriegs war der promovierte Staatswissenschaftler Prévot Chefredakteur der Gazette des Ardennes, einer sehr erfolgreichen französischsprachigen Zeitung, die von der Sektion 6 des deutschen militärischen Geheimdienstes IIIb in Charleville 1914–1918 für Nordfrankreich herausgegeben wurde, aber auch im neutralen Ausland (Westschweiz) rege Verbreitung fand. Durch Schweizer V-Leute des deutschen Geheimdienstes wurde die Zeitung sogar regelmäßig an französische Parlamentsabgeordnete gesandt.

## Leben
Prévot entstammte einer gutbürgerlichen Unternehmerfamilie und war persönlich sehr frankophil, romantisch und abenteuerlustig. Weil seine Eltern für ihn eine französischsprachige Ausbildung wünschten, besuchte René Prévot als Schüler das Lycée von Belfort. Das Abitur legte er trotzdem 1899 am Gymnasium von Mülhausen im Elsass ab. Er studierte nach einem Parisaufenthalt ab 1899 Rechts- und Staatswissenschaften sowie Nationalökonomie an den Universitäten München und Straßburg. Bei dem namhaften Münchener Nationalökonomen Lujo Brentano war er schließlich „Seminarassistent“ und wurde 1905 von diesem mit einer Dissertation zum Thema Die Wohlfahrtseinrichtungen der Arbeitgeber in Frankreich promoviert, die im selben Jahr im Band 114 der Schriften des Vereins für Socialpolitik publiziert wurde.
Während seiner Straßburger Studentenzeit zählte René Prévot zum literarischer Kreis der „Stürmer“, dem außer ihm unter anderem noch die späteren namhaften Schriftsteller Otto Flake und René Schickele sowie der spätere SPD-Reichstagsabgeordnete Hermann Wendel angehörten. Nach Reisen durch Südfrankreich, Spanien, Marokko, den Balkan und Skandinavien versuchte er sich erfolglos als Dramaturg in Straßburg, sowie in München etwas erfolgreicher als Drehbuchschreiber, Regisseur und Schauspieler in der aufkommenden Stummfilmbranche. Ab etwa 1909 wurde er Journalist in München und war hier der Entdecker und Förderer von Hans Bötticher (Joachim Ringelnatz). Seine erste Ehefrau Anita, geborene Traboldi, eine Halbitalienerin, trennte sich nach kurzer Ehe von ihm und starb nach der Scheidung 1912 an Influenza. 1912 wurde er Paris-Korrespondent für die Münchner Neuesten Nachrichten sowie den in Mülhausen erscheinenden Express. In Paris gehörte er der Vereinigung der Auslandspresse an und heiratete eine Österreicherin namens Hedwig (Henriette) aus Wien.
Bei Kriegsausbruch 1914 kehrte er nach München zurück, bevor er noch im selben Jahr, unter Vermittlung durch das Auswärtige Amt nach Charleville wechselte, um dort als Chefredakteur der Gazette des Ardennes zu arbeiten. Prévot wurde über das Auswärtige Amt von Walter Nicolai, dem Chef der Abteilung III b des Generalstabs – dem militärischen Nachrichtendienst der Obersten Heeresleitung – angefordert. Seine Arbeit als Chefredakteur wurde sogar von seinen französischen Gegnern als sehr effizient anerkannt. 1917 nahm er die bayerische Landesstaatsangehörigkeit an und wurde nach Vorschlag des Herausgebers der Gazette des Ardennes, Rittmeister Fritz H. Schnitzer, mit dem Eisernen Kreuz 2. Klasse ausgezeichnet.
Nach dem Krieg zog Prévot wieder nach München, wo er sich in der Bohème heimisch fühlte. Seine Erlebnisse aus dieser Zeit hat er in dem Buch Kleiner Schwarm für Schwabylon festgehalten. Zu seinem engen Münchener Bekanntenkreis zählten weiterhin Erich Mühsam, Wera Iwanowna Sassulitsch, Annette Kolb, Frank Wedekind und Detlev von Liliencron und andere mehr. Weder in der Weimarer Republik, noch im Dritten Reich, noch in der späteren Bundesrepublik trat Prévot je wieder politisch hervor, betätigte sich aber ab 1945 auf dem Gebiet der deutsch-französischen Aussöhnung.
Prévot war ab 1918 vornehmlich als Theater- und Filmkritiker tätig. Er träumte zwar bis zum Tode davon ein richtiger „Romancier“ zu werden und mindestens zehn große Romane im Stile der „Menschlichen Komödie zu verfassen“. Allerdings lag seine Begabung mehr auf dem Gebiet der Novellistik und im Feuilleton. Seine letzte Münchener Wohnanschrift lautete „Ungererstraße 130“; er liegt auf dem Münchener Nordfriedhof begraben. Seine beiden Kinder (Sohn und Tochter) wurden Mediziner und waren nach 1945 in Afrika tätig.

## Ausgaben
- René Prévot: Kleiner Schwarm für Schwabylon. Allitera, München 2008 (Nachdruck der Erstausgabe von 1954).
- René Prévôt: „Und Harlekin heißt der neue König von Paris!“ Szenen, Essays, Prosastücke. Herausgegeben von Christian Luckscheiter und Hansgeorg Schmidt-Bergmann. Mitteldeutscher Verlag, Halle 2022, ISBN 978-3-96311-657-5.